# Джини Макферсън
Аби Джийн Макферсън (на английски: Abbie Jean MacPherson), известна като Джини Макферсън, е американска актриса, сценаристка и режисьорка от 1908 г. до средата на 20 век. Тя е пионер на жените във филмовата индустрия. Работила е с Дейвид Уорк Грифит и Сесил Демил, двама от най-известните режисьори по онова време.
Макферсън работи като театрална и филмова актриса, преди да стане сценарист на Демил. Тя е един от 36-те основатели на Академията за филмово изкуство и наука.

## Биография
Аби Джийн Макферсън е родена в Бостън в богато семейството на Джон С. Макферсън и Еванджелин С. Томлинсън, и има испански, шотландски и френски произход.
Макферсън завършва Института Кенууд в Чикаго след като прекарва няколко години във Франция. В Чикаго започва кариерата си като танцьорка и театрална актриса. Включва се в хора на Чикагската опера. През следващите няколко години ходи на уроци по пеене и поема всяка работа, свързана с театъра, която може да намери. Тя обаче бързо започва да се интересува от филми.
Филмовият си дебют прави през 1908 г. с късометражен филм, наречен „Фаталният час“, режисиран от Дейвид Уорк Грифит. През следващата година участва в много противоречиви роли, в които изобразява етноси, различни от нейния. Макферсън е имала тъмна коса, затова често е участвала в роли на циганка или испанка. От 1908 до 1917 г. участва в 146 филма. По-късно споделя, че е виждала времето си с Грифит като „първи проблясък на възможностите в новата индустрия [и] от онези дни нататък [е видяла] различни нагласи към сценаристите“.
След Грифит тя отива в старата Юнивърсъл Къмпани, където получава главни роли. Първата си голяма възможност получава през 1913 г., когато пише, режисира и участва в „Тарантулата“. Във филма играе ролята на испанско-мексиканско момиче, известно като Тарантулата, която увлича мъжете, а когато ѝ омръзнат, ги убива с ухапване. Благодарение на този филм Макферсън става най-младият режисьор в историята на киното. Това остава нейният първи и единствен опит като режисьор.
Макферсън остава в Юнивърсъл Къмпани в продължение на две години, докато здравословни проблеми не я принуждават да се раздели с компанията. След възстановяването си тя се озовава в студиото на Ласки, но бързо се свързва със Сесил Демил, за да потърси възможност да играе в неговите филми. Той ѝ казва: „Не се интересувам от звездата Макферсън, но се интересувам от сценаристката Макферсън“; от този момент нататък тя се фокусира върху писането.
Демил и Макферсън формират едно от най-влиятелните и дълготрайни партньорства в кино индустрията. Тя пише 30 от следващите 34 филма на Демил. Някои от най-забележителните им съвместни творби са „Розата на ранчото“ (1914 г.) с Беси Барискейл, „Момичето от златния Запад“ с Мейбъл Ван Бюрен, „Измамата“ (1915 г.) със Сесу Хаякава, „Златният шанс“ (1915 г.) с Уолъс Рийд, „Жана - жената“ (1916 г.) с Джералдин Фарар, „Малката Американка“ (1917 г.) с Мери Пикфорд и „Жената, която Бог забрави“ (1917 г.) отново с Фарар.
Години наред се спекулира относно връзката на Макферсън и Демил. Племенницата на Демил, Агнес Демил, в крайна сметка потвърждава, че Макферсън е една от трите му любовници. През 1921 г. Макферсън споделя в интервю: „Винаги ще съм благодарна за помощта на г-н Демил. Той е труден ръководител и изисква всичко да е перфектно... Беше трудно, но ме научи, че всичко, което въобще си струва да се прави, си струва да се направи перфектно.“
Макферсън е пилот и търси възможности да лети ежедневно. Тя е единствената жена, пилотирала самолета на покойния лейтенант Локлиър, един от най-добрите пилоти-каскадьори в света.
През 1946 г. Макферсън се разболява от рак, докато прави проучване за историческата драма „Непобедена“ (1947 г.), и се налага да преустанови работата си. Умира през август същата година в Лос Анджелис на 60-годишна възраст и е погребана на гробището „Холивуд Форевър“ в Холивуд. Отличена е със звезда на Холивудската алея на славата, намираща се на бул. Холивуд 6150.

## Избрана филмография
- „Фра Дяволо“ (1933 г.) (адаптация)
- „Госпожа Сатана“ (1930 г.)
- „Динамит“ (1929 г.)
- „Червени зарове“ (1926 г.) (адаптация)
- „Пътят към вчера“ (1925 г.) (адаптация)
- „Триумф“ (1924 г.) (адаптация)
- „Реброто на Адам“ (1923 г.)
- „Убийство“ (1922 г.) (адаптация)
- „Събота вечер“ (1922 г.)
- „Блудният рицар“ (1921 г.)
- „Забраненият плод“ (1921 г.)
- „Мъж и жена“ (1919 г.)
- „Докато не се върна при теб“ (1918 г.)
- „Стари жени за нови“ (1918 г.)
- „Дяволският камък“ (1917 г.)
- „Жената, която Бог забрави“ (1917 г.)
- „Малката американка“ (1917 г.)
- „Любовната маска“ (1916 г.)
- „Жана - жената“ (1916 г.)
- „Измамата“ (1915 г.)
- „Златният шанс“ (1915 г.)
- „Черната кутия“ (1915 г.)
- „Розата на ранчото“ (1914 г.)
- „Момичето от златния Запад“ (1913 г.)
- „Тарантулата“ (1913 г.)
- „Рибари“ (1911 г.)
- „Пътят на мохикана“ (1910 г.) като индианка